# Caleta El Membrillo

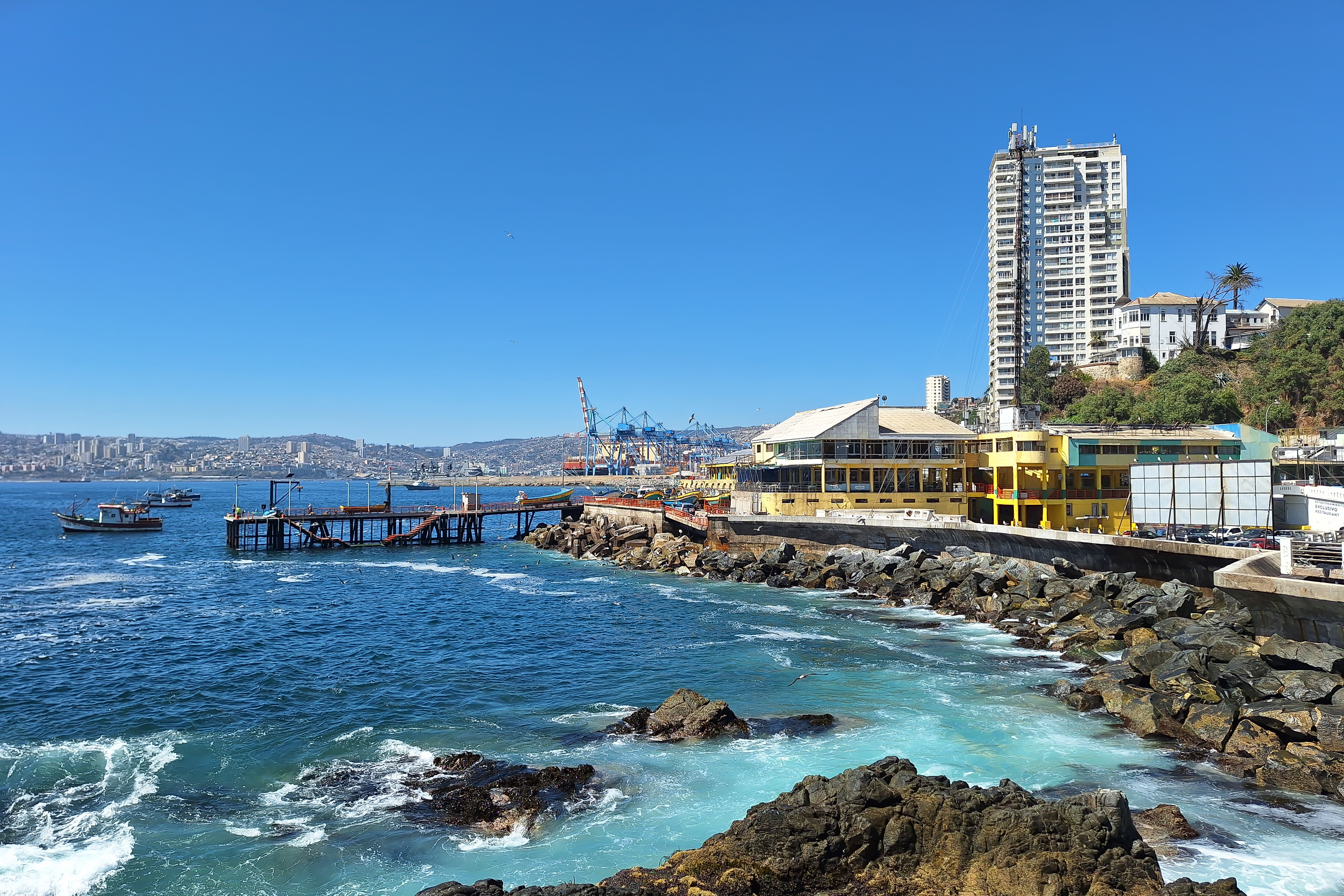
Caleta El Membrillo.

La caleta El Membrillo es una caleta turística tradicional de Valparaíso, terminal de pesca y fondeadero de embarcaciones ubicado al suroeste de la ciudad, a los pies del parque Alejo Barrios de Playa Ancha, y cercada por la avenida Altamirano.

## Historia
Ya durante el período de la Colonia, la caleta El Membrillo, emergía como sitio de actividad de pesca en la región. Primero fue usada por los indígenas changos o uros de la costa, quienes se desplazaban desde el río Loa hasta el Aconcagua. Los changos, cuyo nombre derivaría de la expresión quechua pequeño, eran comunidades de pescadores nómadas que se dedicaban a la pesca y a la caza de lobos marinos.
El nombre genérico de la pequeña ensenada procede de la plantación de membrillos que existían en los faldeos de las elevaciones contiguas, y además de ser un sitio pesquero, también era un lugar de esparcimiento.
Una vez inaugurada la avenida Altamirano, en 1930, el acceso costero inmediato a la caleta se colmó de figones, pequeñas fondas y quintas de recreo, los que con los años han dado origen a tabernas y restaurantes más establecidos, considerados hoy,  sitios de interés turístico por la variedad de platos regionales con productos marinos que ofrecen a los visitantes.
En la actualidad se pueden apreciar, en el área lindante, las labores de traslado y estacionamiento de las lanchas de pesca, algunas de las instalaciones de las universidades de Valparaíso y Católica y una nutrida variedad de aves marinas, tales como gaviotas, pelícanos, albatros, petreles y cormoranes.

## Festividades
El 29 de junio de cada año o día más cercano, se celebra la fiesta de San Pedro, cuando se venera al santo patrono de los pescadores, a través de una procesión de embarcaciones engalanadas, con guirnaldas y flores, que navegan, entre las caletas El Membrillo y Portales,  precedidos por la imagen del sagrado protector.
El 17 de septiembre se realiza la fogata del pescador, donde se degusta la merluza frita, show artístico y también da paso a las festividades patrias, que se realizan en el parque Alejo Barrios, con fondas y ramadas.
En febrero se realiza actividad similar llamada Fogata del Turista.